# دائرة وحدة
دائرة الوحدة (بالإنجليزية: Unit circle) أو الدائرة المثلثية هي دائرة نصف قطرها يساوي الواحد في الرياضيات. وهي تسهل علينا حسابات رياضية كثيرة تعتمد على حساب المثلثات حيث أن الوتر فيها يساوي 1.
تستخدم هذه الدائرة في حساب المثلثات حيث يكون مركزها يقع في نقطة المبدأ لنظام الإحداثيات الديكارتية، وطول نصف قطرها يساوي الواحد.
يرمز لدائرة الوحدة في المستوي الإقليدي بالرمز S1　والتعميم للأبعاد الثلاثية ينتج كرة الوحدة. وهي تستخدم في وصف ظواهر طبيعية كثيرة مثل الانتشار «الكروي» لأشعة الشمس أو لأشعة النجوم، وكذلك في حل مسائل تصادم الجسيمات الأولية أو تشتتها أو انتشار الصوت حول مصدر للصوت.

## التوابع المثلثية على دائرة الوحدة
من الممكن تعريف التوابع المثلثية على دائرة وحدة على الشكل التالي:
إذا كانت النقطة (x, y) هي نقطة على دائرة الوحدة، وكان الشعاع الذي مبدأ النقطة (0, 0) إلى النقطة (x, y) تشكل زاوية t مع محور x
الموجب (حيث الاتجاه هو اتجاه عكس عقارب الساعة) عندها يكون:
{\displaystyle \cos(t)=x\,\!}
{\displaystyle \sin(t)=y.\,\!}
وبما أن معادلة الدائرة هي:
x2 + y2 = 1
ينتج لدينا العلاقة
{\displaystyle \cos ^{2}(t)+\sin ^{2}(t)=1.\,\!}
لاحظ أن cos2(t)=(cos(t))2.
وتساعد دائرة الوحدة على إدراك ان تابع الجيب وتابع جيب التمام هي توابع دورية بالشكل
{\displaystyle \cos t=\cos(2\pi k+t)\,\!}
{\displaystyle \sin t=\sin(2\pi k+t)\,\!}
من أجل أي قيمة للعدد الصحيح K.